# جو كويل
جو كويل (بالإنجليزية: Joe Coyle)‏ (24 يونيو 1957 بغلاسكو في المملكة المتحدة - ) هو لاعب كرة قدم بريطاني في مركز الوسط. لعب مع نادي دمبرتون ونادي سترنرير ‏ ونادي أردريونيانز وفايل أوف ليفن ‏ ونادي اربوراث وGlasgow United F.C. ‏ ونادي غرينوك مورتون.